# Nadillac
Nadillac é uma comuna francesa na região administrativa de Occitânia, no departamento de Lot. Estende-se por uma área de 7,35 km². Em 2010 a comuna tinha 66 habitantes (densidade: 9 hab./km²).